# Bocula samarinda
Bocula samarinda là một loài bướm đêm thuộc họ Noctuidae. Nó được tìm thấy ở Borneo.
Sải cánh dài khoảng 20 mm.